# 3,5-二羟基肉桂酸
3,5-二羟基肉桂酸是一种有机化合物，分子式C9H8O4，属于羟基肉桂酸衍生物，与咖啡酸是同分异构体，是一种存在于人尿液中的代謝產物。